# 科達湖
科達湖是俄羅斯的湖泊，由卡累利阿共和國負責管轄，屬於拉多加湖流域，該湖長2.0公里、寬0.5公里，海拔高度113.5米，湖水從索納河流出。